# رسالة فاس
ّّمؤسسة رسالة فاس جمعية ذات نفع عام، تأسست في 24 سبتمبر 2005 بفاس.
وهي جمعية تهدف إلى العمل على الصعيد الوطني المغربي والدولي، ومن مهامها:
- اعتبار الثقافة ركيزة أساسية للتعليم والتنسيق والتخطيط والمواكبة فيما يخص مجموع الأنشطة مع إعطاء الأولوية لمدينة فاس من خلال العمل الثقافي والسعي بوجه خاص إلى تنمية السياحة الثقافية في رحابها.
ولتحقيق هذا الهدف تساهم المؤسسة في:
- الرقي بصورة مدينة فاس باعتبارها مزارا ثقافيا، وذلك على الصعيد الوطني، وتعميم هذه الصورة حتى تشمل كل المدن المغربية، بواسطة شعار «رسالة فاس» المبثوثة عبر كل أرجاء العالم.
- تنظيم وتطوير مهرجان فاس للموسيقى العالمية العريقة وندوة مدينة فاس «لقاءات فاس: إضفاء الروح على العولمة»
- المبادرة بخلق وتطوير كل نشاط أو برنامج ثقافي ذي طبيعة ثقافية في فاس (مهرجانات – ندوات – وأية تظاهرة ثقافية من نوع آخر)
- المبادرة بخلق وتطوير كل نشاط أو برنامج – مهرجانات، ندوات، أو أية تظاهرة ثقافية من نوع آخر جمعوية كانت أو عمومية أو فردية أو مؤسساتية – من طبيعة تخدم صورة فاس على الصعيد الوطني والدولي بصفتها مركزا للسلم والحوار بين الثقافات والحضارات.
- العمل بشكل مباشر أو بشراكة مع بعض مؤسسات التعليم والتكوين على تنظيم دورات تعليمية تربوية وتكوينية في مجال التعهد الثقافي وتنمية المشاريع والعمل الديبلوماسي وتدبير الحوار بين الثقافات والمشاركة بوجه عام في كل مجال يستجيب لأهداف المؤسسة.
- إقامة وتطوير نظام للتعاون والشراكة مع كل المؤسسات والجمعيات الوطنية والدولية المهتمة بنفس المشاريع الثقافية ولها نفس الأهداف التي تسعى المؤسسة إلى تشجيعها ومواكبتها وتنفيذها أو تطويرها.

ومؤسسة «رسالة فاس» تضع مخطط التعاون والشراكة هذا بالنسبة للمهرجان وسائر الأنشطة الثقافية التي تعمل المؤسسة على تنفيذها طوال السنة.